# Spencer Davis
Spencer Davis (narozen jako Spencer David Nelson Davis, 17. července 1939, Swansea, Spojené království – 19. října 2020, Los Angeles, Kalifornie, USA) byl britský hudebník, multiinstrumentalista a zakladatel rockové skupiny 60. let The Spencer Davis Group.

## Časný život
Jeho otec sloužil jako výsadkář. Jeho strýc Herman hrál na mandolinu a pod jeho vlivem se Spencer začal učit hrát na harmoniku a akordeon ve věku šesti let. Potom studoval na Dynevorské střední škole. Přestěhoval se do Londýna, když mu bylo šestnáct a začal pracovat v Civilní službě jako bankovní úředník. Pak se vrátil do své staré školy studovat jazyky. V roce 1960 se přestěhoval do Birminghamu a studoval němčinu na místní universitě. V hudebních kruzích byl Davis později znám jako "Profesor".

## Hudební začátky
V jeho počátcích ho ovlivnily skiffle, jazz a blues, počátky populární hudby raných 60. let. Vliv na něho měli umělci jako Big Bill Broonzy, Huddy Ledbetter, Buddy Holly, Davey Graham, John Martyn, Alexis Korner a Long John Baldry. V 16 letech byl Davis posedlý kytarou a americkým rhythm & blues. Protože ve městě bylo málo příležitostí slyšet R&B, Davis si nenechal ujít žádnou z nich.
Davis vytvořil skupinu The Saints s Billem Perksem, který později změnil jméno na Bill Wyman.
V Birminghamu se seznámil s Christine Perfect, se kterou potom hráli po folkových klubech kanadské folkové písně. Také hráli písně W. C. Handyho a Lead Bellyho.

## The Spencer Davis Group
V roce 1963 šel Davis do místní hospody poslechnout si Muff Woody, tradiční jazzband, v němž hráli Muff a Steve Winwoodovi. Stevovi bylo pouze patnáct let, ale už upoutával pozornost svými hudebními schopnostmi. Muff byl o pět roků starší a byl skvělý jazzový muzikant. Když je Davis viděl, věděl, že našel základ své nové kapely. Přibral k nim bubeníka Pete Yorka a vytvořil Rhythm And Blues Quartet. V roce 1964 přijali jméno The Spencer Davis Group. V roce 1967 měli dva největší hity Gimme Some Loving a I'm A Man, které zpíval Steve Winwood. The Spencer Davis Group se rozpadli v dubnu 1967, když Steve Winwood odešel založit Traffic. Později Spencer Davis The Spencer Davis Group obnovil v jiném obsazení a hrají doposud.